# Vila Jindřicha Maliny
Vila Jindřicha Maliny je rodinný dům, který si v letech 1941–42 pro sebe a svoji rodinu nechal v Hořicích vybudovat tamější rodák, architekt Jindřich Malina.

## Historie
Projekt domu vznikl v roce 1941, kdy byla také zahájena stavba. Dům byl pak oficiálně zprovozněn 16. října 1942. Některé jeho prvky (např. vnější omítky či obložení) ale nebyly nikdy provedeny.

## Architektura
Jindřich Malina čerpal inspiraci pro tuto vilu na svém pracovním pobytu ve Spojených státech. Zalíbila se mu tamější praktická a účelná řešení prostoru. Vila má tři podlaží: suterén, který byl určen převážně k provozu Malinovy projekční firmy, obytné přízemí a prostor s vysokým krovem přímo pod valbovou střechou, kde byl umístěn pokoj pro hosty, pokojík pro služebnou a také samostatný byt pro Malinovy rodiče. Na suterén navazovala zimní zahrada, která ale nebyla nikdo dokončena. Komunikační osou domu bylo halové schodiště, které propojovalo halu v přízemí s pracovnou v suterénu a bytem v podkroví. Kuchyň, umístěná v přízemí, byla propojena s jedním z obývacích pokojů (zde zřejmě Malina uplatnil jeden z tehdejších amerických trendů).
Nejnápadnějším prvkem fasády jsou pískovcové lizény v jižním průčelí. Technickou zajímavostí pak jsou původní americká okna, která mají křídla jak vertikálně výsuvná, tak zároveň otáčivá, čímž značně zjednodušují mytí skel.
Vila je cihlová, nicméně nebylo záměrem architekta režné zdivo přiznávat, stavba původně měla být omítnuta.